# ギダン半島

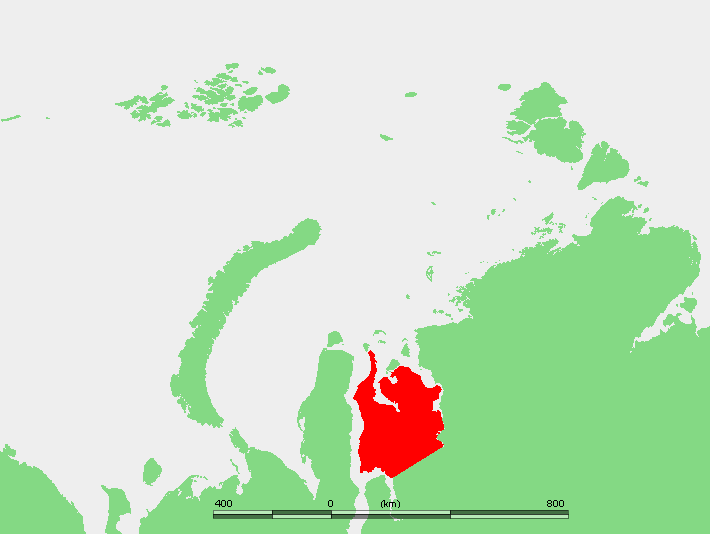
半島の位置

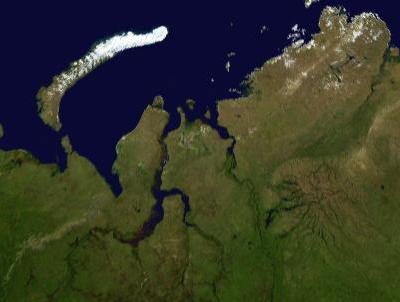
衛星画像

ギダン半島（ギダンはんとう、ロシア語: Гыда́нский полуостров）は、ロシア連邦の北極圏にある半島。約500 kmの長さと約260 kmの幅を持つ。北はカラ海に面し、西にあるオビ川河口から広がるオビ湾、東に位置するエニセイ川河口のエニセイ湾に挟まれている。半島の南西部はタゾフスカヤ湾がある。

## 概要
半島の多くの土地は平坦で、多くの池と川が存在している。その土壌は永久凍土とツンドラによって覆われている。
この半島の北部、カラ海に接する部分には西からヤヴァイ半島、マモンタ半島、オレニー半島などの小半島がいくつか存在し、その沖合にはオレニー島やショカルスキー島、ヴィリキツキー島などの大きな島々が点在している。また北岸にはカルミエル湾とユラツキー湾の二つの湾が存在する。
行政上ではロシア連邦のヤマロ・ネネツ自治管区に属している。英語ではGydan Peninsulaと書かれる事が多いが、GydanskyやGydanskiy Peninsulaの形で書かれる事もある。
この地からはマンモスの骨格が発見され、サンクトペテルブルクの博物館に展示されている。
西隣にあるヤマル半島と同様に豊富な天然ガスを埋蔵しており、液化天然ガス（LNG）を年1650万トン生産する基地の建設構想がある。約100億ドルを投資して、2022年の生産開始を目指しており、ロシア政府は外国からも投資を呼びかけている。具体的には、ロシアの大手ガス企業ノバテクがLNG基地「アルクティク2」を計画している。